# ان-فنتیل-۴-پیپریدینون
ان-فنتیل-۴-پیپریدینون (به انگلیسی: N-Phenethyl-4-piperidinone) یک ترکیب شیمیایی با شناسه پاب‌کم ۹۶۴۳۷ است. که جرم مولی آن ۲۰۳٫۲۸ g/mol می‌باشد. 